# Sant'Andrea Pelago
Sant'Andrea Pelago is een plaats (frazione) in de Italiaanse gemeente Pievepelago.